# C'est pas moi, je le jure ! (film)
Pour les articles homonymes, voir C'est pas moi, je le jure ! (homonymie).
Pour plus de détails, voir Fiche technique et Distribution.
C’est pas moi, je le jure ! est un film québécois réalisé par Philippe Falardeau, sorti en 2008. Il s'agit d'une adaptation des romans C’est pas moi, je le jure ! et Alice court avec René de Bruno Hébert.

## Synopsis
Au début de l’été 68, Léon Doré, 10 ans, passe à un cheveu de se pendre "accidentellement". Sa mère Madeleine le sauve in extremis, comme l’été précédent dans la piscine, comme il y a deux ans dans le congélateur, il a souvent tendance à commettre des méfaits (petits vols, vandalisme, etc.), s'automutiler et à faire des tentatives de suicide à chaque occasion. Léon est une bombe à retardement à l’imagination fertile. Bien sûr, il y a Papa et Maman qui s'engueulent tout le temps. Il y a aussi les maudits voisins et leurs vacances poches à la mer. Leon tombe tranquillement en amour avec une amie, Clarence. Au début, il la trouve fatigante, mais a travers la roman, il devient fou d'elle.
Quand Maman décide de quitter la famille pour aller refaire sa vie en Grèce, Léon devient aussi mythomane. Il tente de sublimer sa douleur en saccageant et pillant la maison des voisins. Son père, un avocat notoire de la ville, mis au courant des frasques de son fils, le punit sévèrement.

## Fiche technique
- Titre original : C’est pas moi, je le jure !
- Réalisation : Philippe Falardeau
- Scénario : Philippe Falardeau, d'après les romans C’est pas moi, je le jure ! et Alice court avec René de Bruno Hébert[1]
- Musique : Patrick Watson
- Conception artistique : Jean-François Campeau
- Costumes : Francesca Chamberland
- Maquillage : Jocelyne Bellemare
- Coiffure : Manon Joly
- Photographie : André Turpin
- Son : Claude La Haye, Sylvain Bellemare, Bernard Gariépy Strobl
- Montage : Frédérique Broos
- Production : Luc Déry, Kim McCraw
- Société de production : Christal Films et micro_scope
- Société de distribution : Les Films Séville
- Budget : 4,7 millions $ CA[2]
- Pays :  Canada
- Langue originale : français
- Format : couleur — 35 mm — format d'image : 1,85:1 — son Dolby numérique
- Genre : comédie dramatique
- Durée : 110 minutes
- Dates de sortie :
  - Canada : 5 septembre 2008 (première au Festival international du film de Toronto)[3]
  - Canada : 22 septembre 2008 (première québécoise au cinéma Impérial à Montréal)[4]
  - Canada : 26 septembre 2008 (sortie en salle au Québec)
  - Suède : 29 janvier 2009 (Festival international du film de Göteborg)
  - Allemagne : 7 février 2009 (Berlinale 2009)[5]
  - États-Unis : avril 2009 (Festival international du film de San Francisco)
  - Canada : 12 mai 2009 (DVD)
  - France : 27 août 2009 (Festival du film francophone d'Angoulême)
- Classification :
  - Québec : Visa général (Déconseillé aux jeunes enfants)[6]

## Distribution
- Antoine L'Écuyer : Léon Doré
- Suzanne Clément : Madeleine Doré, la mère
- Daniel Brière : Philippe Doré, le père
- Catherine Faucher : Léa, la jeune voisine
- Gabriel Maillé : Jérôme Doré, le frère aîné
- Jules Philip : monsieur Marinier, le voisin à la pipe qui part en vacances d'été
- Anne-Marie Égré : madame Marinier
- Léo Caron : François Marinier, le jeune voisin
- Micheline Bernard : madame Brisebois, la mère de Léa, victime des œufs de Léon
- Jean Maheux : monseigneur Charlebois
- Denis Gravereaux : monsieur Pouchonnaud
- Évelyne Rompré : madame Chavagnac, la maîtresse d'école
- Pascale Desrochers : femme de la maison rouge
- Catherine Proulx-Lemay : l'amie de Madeleine
- Patrice Dussault : l'oncle de Léa
- Gustave Ouimet : l'opérateur du traversier
- Frédérick Lamothe : garçon Marinier

## Récompenses et distinctions
- Valois du meilleur film au Festival du film francophone d'Angoulême en 2009